# St Michael's Mount
St Michael's Mount (kornisk: Carrack Looz en Cooz) er en engelsk tidevandsø 366 meter fra kysten i Mount's Bay i Cornwall. Den er forenet med Marazion med gangsti bygget af granitblokke, som kan benyttes ved lavvande. Øen består af en kombination af skifer og granit. På toppen af øen ligger en fæstning, der i dag er slot og bolig for baronen, men muligvis har været et kloster.
Det korniske navn betyder "det grå bjerg i skoven" og kan være fra før Mount's Bay blev oversvømmet. Det korniske navn er så en nøjagtig beskrivelse af bjergets placering i et skovland. Bevarede træer er set efter storm ved lavvande på strandene ved Perranuthnoe. Den korniske legende om Lyonesse, et oldtidskongedømme som skal have strakt sig fra Penwith og mod Isles of Scilly, nævner også, at landet skal have været oversvømmet af havet.
Historisk siges St Michael's Mount en kornisk modpart til Mont Saint Michel i Normandiet i nutidens Frankrig. Men da hverken funktion, byggestil, byggeherre, bygningshistorie eller andet er fælles, så er det ikke korrekt. Men de er begge fæstninger i havet, der er kendetegnet af tidevand. 
Lokalt hedder St Michael's Mount  "the Mount".